# Péčko pro začátečníky
Péčko pro začátečníky je americká filmová komedie režiséra Davida M. Evanse z roku 2003 o třech středoškolácích, kteří se rozhodnou vydělat peníze prodejem pornografických videí. 

## Obsazení
| Eric von Deten     | Deacon              |
| Tony Denman        | Fred                |
| Daniel Farber      | Matt                |
| Sarah-Jane Potts   | Ashley              |
| Amy Smart          | Naomi               |
| Tom Arnold         | Mr. Lewis           |
| Dey Joung          | Mrs. Lewis          |
| Riley Smith        | Jake                |
| Vince Vieluf       | Tom Coopermam       |
| Samm Levine        | Roger               |
| Cameron Richardson | Rachel Unger        |
| Horatio Sanz       | Vic Ramalot         |
| Eddie Driscoll     | Mike                |
| Chris Parnell      | Mr. Ronald Greitzer |
| Rachel Dratch      | Mrs. Greitzer       |